# Albanië op de Olympische Zomerspelen 2012
Albanië nam deel aan de Olympische Zomerspelen 2012 in Londen, Verenigd Koninkrijk.

## Deelnemers en resultaten
(m) = mannen, (v) = vrouwen 

### Atletiek
| Olympiër       | Onderdeel       | Resultaat | Prestatie             |
| -------------- | --------------- | --------- | --------------------- |
| Adriatik Hoxha | kogelstoten (m) | 37e       | kwalificatie: 17,58 m |
|                |                 |           |                       |
| Klodiana Shala | 200m (v)        | DNS       | niet gestart          |

### Gewichtheffen
| Olympiër       | Onderdeel | Resultaat | Prestatie                                                  |
| -------------- | --------- | --------- | ---------------------------------------------------------- |
| Briken Calja   | -69kg (m) | 9e        | trekken: 12e met 143kg stoten: 7e met 177kg totaal: 320kg  |
| Daniel Godelli | -69kg (m) | DNF       | -                                                          |
| Hysen Pulaku * |           |           |                                                            |
| Endri Karina   | -94kg (m) | 14e       | trekken: 15e met 155kg stoten: 14e met 195kg totaal: 350kg |
|                |           |           |                                                            |
| Romela Begaj   | -58kg (v) | 10e       | trekken: 7e met 101kg stoten: 11e met 115kg totaal: 216 kg |

* Hysen Pulaku werd door het Albanees Olympisch Comité teruggetrokken voor deelname aan de Olympische Spelen vanwege een positieve dopingtest.

### Judo
Geen Albanese judoka behaalde de quota, maar omdat het IOC de Kosovaarse Albanezen verbood deel te nemen voor Kosovo of als onafhankelijke atleet, mocht Majlinda Kelmendi deelnemen voor Albanië.
| Olympiër          | Onderdeel | Resultaat | Prestatie                                                              |
| ----------------- | --------- | --------- | ---------------------------------------------------------------------- |
| Majlinda Kelmendi | -52kg (v) | 9e        | 1e ronde: W van FIN Sundberg: yuko 2e ronde: V van MRI Legentil: ippon |

### Schietsport
| Olympiër     | Onderdeel            | Resultaat | Prestatie                |
| ------------ | -------------------- | --------- | ------------------------ |
| Arben Kuçana | 10m luchtpistool (m) | 20e       | kwalificatie: 577 punten |
| Arben Kuçana | 50m pistool (m)      | 27e       | kwalificatie: 524 punten |

### Zwemmen
| Olympiër    | Onderdeel             | Resultaat | Prestatie                 |
| ----------- | --------------------- | --------- | ------------------------- |
| Sidni Hoxha | 100 m vrije slag (m)  | 37e       | serie 3: 1e in 51,11 (NR) |
|             |                       |           |                           |
| Noel Borshi | 100 m vlinderslag (v) | 40e       | serie 1: 1e in 1.05,49    |

Afghanistan · Albanië · Algerije · Amerikaanse Maagdeneilanden · Amerikaans-Samoa · Andorra · Angola · Antigua en Barbuda · Argentinië · Armenië · Aruba · Australië · Azerbeidzjan · Bahama's · Bahrein · Bangladesh · Barbados · België · Belize · Benin · Bermuda · Bhutan · Bolivia · Bosnië en Herzegovina · Botswana · Brazilië · Britse Maagdeneilanden · Brunei · Bulgarije · Burkina Faso · Burundi · Cambodja · Canada · Centraal-Afrikaanse Republiek · Chili · China · Chinees Taipei · Colombia · Comoren · Congo-Brazzaville · Congo-Kinshasa · Cookeilanden · Costa Rica · Cuba · Cyprus · Denemarken · Djibouti · Dominica · Dominicaanse Republiek · Duitsland · Ecuador · Egypte · El Salvador · Equatoriaal-Guinea · Eritrea · Estland · Ethiopië · Fiji · Filipijnen · Finland · Frankrijk · Gabon · Gambia · Georgië · Ghana · Grenada · Griekenland · Groot-Brittannië · Guam · Guatemala · Guinee · Guinee‑Bissau · Guyana · Haïti · Honduras · Hongarije · Hongkong · Ierland · IJsland · India · Indonesië · Irak · Iran · Israël · Italië · Ivoorkust · Jamaica · Japan · Jemen · Jordanië · Kaaimaneilanden · Kaapverdië · Kameroen · Kazachstan · Kenia · Kirgizië · Kiribati · Koeweit · Kroatië · Laos · Lesotho · Letland · Libanon · Liberia · Libië · Liechtenstein · Litouwen · Luxemburg · Macedonië · Madagaskar · Malawi · Maldiven · Maleisië · Mali · Malta · Marshalleilanden · Marokko · Mauritanië · Mauritius · Mexico · Micronesië · Moldavië · Monaco · Mongolië · Montenegro · Mozambique · Myanmar · Namibië · Nauru · Nederland · Nepal · Nicaragua · Nieuw-Zeeland · Niger · Nigeria · Noord-Korea · Noorwegen · Oeganda · Oekraïne · Oezbekistan · Oman · Oostenrijk · Oost-Timor · Pakistan · Palau · Palestina · Panama · Papoea-Nieuw-Guinea · Paraguay · Peru · Polen · Portugal · Puerto Rico · Qatar · Roemenië · Rusland · Rwanda · Saint Kitts en Nevis · Saint Lucia · Saint Vincent en Grenadines · Salomonseilanden · Samoa · San Marino · Sao Tomé en Principe · Saoedi-Arabië · Senegal · Servië · Seychellen · Sierra Leone · Singapore · Slovenië · Slowakije · Soedan · Somalië · Spanje · Sri Lanka · Suriname · Swaziland · Syrië · Tadzjikistan · Tanzania · Thailand · Togo · Tonga · Trinidad en Tobago · Tsjaad · Tsjechië · Tunesië · Turkije · Turkmenistan · Tuvalu · Uruguay · Vanuatu · Venezuela · Verenigde Arabische Emiraten · Verenigde Staten · Vietnam · Wit-Rusland · Zambia · Zimbabwe · Zuid-Afrika · Zuid-Korea · Zweden · Zwitserland · Onafhankelijke atleten